# Dunăreni, Constanța
Dunăreni (în trecut Mârleanu) este un sat în comuna Aliman din județul Constanța, Dobrogea, România. Se află în partea de sud-vest a județului, în Lunca Dunării.
În lucrarea Getica, Vasile Pârvan a localizat tribul geto-dac Saci pe malul Dunării în jurul localității Sacidava, care se regăsește în apropierea punctului Muzait de lângă localitate.. 